# Parallelfahrt
Unter einer Parallelfahrt versteht man im Eisenbahnrecht die wechselseitige fliegende Überholung mehrerer Züge auf einer speziell für dieses Fahrtmanöver bei der für diesen Streckenabschnitt zuständigen Fahrdienstleitung freigebenden mehrgleisigen Strecke. Dabei fährt ein Zug auf dem Regelgleis und gleichzeitig ein weiterer auf dem Gegengleis in gleicher Fahrtrichtung.
Dazu muss gemäß Eisenbahn-Bau- und Betriebsordnung (EBO) ein besetzter Streckenblock für eventuell entgegenkommenden Schienenfahrzeugen gegeben sein. Es findet Anwendung bei Einweihungsfeierlichkeiten aufgrund der Verkehrsübergaben von Neu- bzw. Ausbaustrecken und bei Nostalgiefahrten beispielsweise bei Dampflok betriebenen Zügen. Vorgestellt wurde es in einer Sendereihe Eisenbahnromantik, als es um ehemalige Dampfzug-Generationen ging.